# 가공 (관직)
가공(歌工)은 조선시대 국가의 주요 행사 때 노래를 부르던 장악원(掌樂院) 소속의 악공(樂工)이다. 여기에는 아이들도 있었는데, 아이들의 경우에는 가동(歌童)이라 불렸다.